# Botad
Botad är en stad i delstaten Gujarat i Indien, och är huvudort för ett distrikt med samma namn. Folkmängden uppgick till 130 327 invånare vid folkräkningen 2011.